# 남부최고지휘관

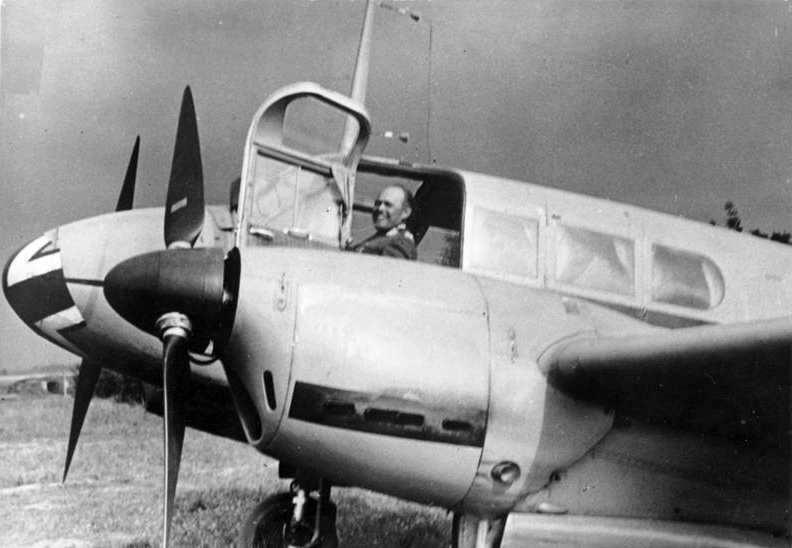

남부최고지휘관(Oberbefehlshaber Süd; OB Süd)은 제2차 세계 대전 당시 지중해 및 북아프리카 전역의 독일 공군을 총괄한 직책이다. 남부최고지휘관은 제2항공함대 지휘관이기도 했다.

## 역대 지도부
지휘관
1. 알베르트 케셀링 항공야전원수 - 1941년 12월 2일 ~ 1943년 11월 16일
2. 하인리히 폰 비팅호프 상급대장 - 1945년 3월 11일 ~ 1945년 5월 2일
3. 지크프리트 베스트팔 기병대장 - 1945년 5월 6일 연합군 측에게 임명되어 바이에른과 오스트리아의 무장해제를 맡음

참모장
1. 한스 자이데만 대령 - 1941년 12월 2일 ~ 1942년 7월 31일
2. 파울 다이히만 소장 - 1942년 8월 25일 ~ 1943년 6월 12일
3. 지크프리트 베스트팔 소장 - 1943년 6월 15일 ~ 1943년 11월 16일

작전장교
1. 지크프리트 베스트팔 소장 - 1943년 2월 1일 ~ 1943년 6월 15일